# 高木忠智
高木 忠智（たかぎ ただとも、1977年 - ）は、日本の写真家。フォトジャーナリスト。

## 経歴
東京都出身。2000年に大阪体育大学体育学部を卒業。ルワンダ虐殺を取材したセバスチャン・サルガドの写真集を読み、ドキュメンタリー写真を志す。大学を卒業後、日本写真芸術専門学校に入学し、報道科の鈴木邦弘ゼミにてドキュメンタリーを専門的に学ぶ。2002年に日本写真芸術専門学校を卒業。フリーランスとなってからも鈴木を師としている。
2003年、独立運動とその掃討作戦が展開していたインドネシア・アチェ州（スマトラ島）に滞在中、インドネシア軍に拘束された経験を持つ。高木自身は「今、考えたら無謀」「結局強制送還されました。恐かったですが、僕は運がよかった」と、のちのインタビューで述べている。
2008年、ケニアのナイロビで撮影した写真が、世界報道写真財団が主催する世界報道写真コンテストの一般ニュース部門単写真3位に入賞した。この受賞作について写真評論家の飯沢耕太郎は、「報道の意識と作品制作の意識が一体化してきているのが現状」の中、（唯一の日本人受賞者である）高木の写真は「とてもオーソドックスなモノクロームの報道写真っぽい仕事」で、「世界と日本における報道写真とのニュアンスの違いが逆に興味深かった」と評している。
2015年1月、国際ジャーナリスト連盟（IFJ）とIFJメディア・フォーラム・ジャパンによる「IFJ日本賞2014」の「写真中心の部」を受賞。
2016年、上野彦馬賞を受賞。